# جوئلسون خوزه ایناسیو
جوئلسون خوزه ایناسیو (به پرتغالی: Joelson José Inácio) مهاجم اهل برزیل است که در شهر Ibitinga و در تاریخ ۱۰ ژوئیهٔ ۱۹۸۳ به دنیا آمده‌است.
جوئلسون خوزه ایناسیو در تیم‌های فوتبال آتالانتا سابقهٔ حضور دارد.